# 甲酰肼
甲酰肼是最简单的酰肼，化学式为CH4N2O，为白色极易潮解的晶体。它可由重氮甲烷在酸性环境下水解而成。

## 性质及用途
甲酰肼易溶于水，溶于乙醇。熔点54 °C。
它可用于合成含三唑环的有机化合物。